# Volley Treviso 2010-2011

## Risultati ottenuti

### In Italia
- Serie A1: perde al primo turno contro la Lube Banca Marche Macerata
- Coppa Italia: perde in semifinale contro l'Itas Diatec Trentino

### In Europa
- Champions League: eliminata nella prima fase a gironi
- Coppa CEV: vince in finale contro lo ZAKSA Kędzierzyn-Koźle